# Liste der Kölner U-Bahnhöfe
Die Liste der Kölner U-Bahnhöfe enthält Haltestellen, die vom Stadtbahnsystem der nordrhein-westfälischen Stadt Köln bedient werden. Dabei handelt es sich bei allen in der Liste enthaltenen Bahnhöfen um vollständig kreuzungsfreie Haltepunkte, die den gängigen U-Bahn-Kriterien entsprechen.
Die Linienverläufe wurden so dargestellt, wie sie in den Fahrplänen der Kölner Verkehrs-Betriebe offiziell beschrieben werden. Die Farben der Liniennummern richten sich meist nach der Darstellung im Liniennetzplan des Verkehrsverbund Rhein-Sieg. Die aufgeführten Haltestellen außerhalb Kölns decken das von den Kölner Verkehrs-Betrieben bediente Umland ab, jedoch nicht das Gebiet der Bundesstadt Bonn.
| Linie | Strecke | Länge (km)              | Durchschnittliche Reisegeschwindigkeit | Haltestellenabstand  |
| ----- | --- | ----------------------- | -------------------------------------- | -------------------- |
| 1     | Weiden – Junkersdorf – Müngersdorf – Aachener Str./Gürtel – Rudolfplatz – Neumarkt – Bf Deutz – Kalk – Höhenberg – Merheim – Brück – Refrath – Bensberg Junkersdorf–Brück im Berufsverkehr 5-Minuten-Takt                                               | 26,5 km 19,9 km in Köln | 28,9 km/h 27,1 km/h in Köln            | 736 m 710 m in Köln  |
| 3     | Mengenich – Bocklemünd – Bickendorf – Bf Ehrenfeld – Bf West – Friesenplatz – Neumarkt – Bf Deutz – Buchforst – Buchheim – Holweide – Thielenbruch außerhalb des Berufsverkehrs nur bis Holweide                                                        | 21,5 km                 | 26,3 km/h                              | 717 m                |
| 4     | Bocklemünd – Bickendorf – Bf Ehrenfeld – Bf West – Friesenplatz – Neumarkt – Bf Deutz – Mülheim – Höhenhaus – Dünnwald – Schlebusch abends sowie sonntags morgens erst ab Bickendorf                                                                    | 21,7 km                 | 28,3 km/h                              | 775 m                |
| 5     | Am Butzweilerhof – Neuehrenfeld – Bf West – Friesenplatz – Dom/Hbf – Rathaus – Heumarkt | 11,8 km                 | 23,6 km/h                              | 738 m                |
| 7     | Frechen – Marsdorf – Lindenthal – Aachener Str./Gürtel – Rudolfplatz – Neumarkt – Deutz – Poll – Westhoven – Ensen – Porz – Zündorf außer im Berufsverkehr Frechen–Braunsfeld 20-Minuten-Takt (teilweise auch Frechen–Marsdorf)                         | 25,8 km 22,0 km in Köln | 22,4 km/h 26,4 km/h in Köln            | 806 m 956 m in Köln  |
| 9     | Sülz – Universität – Bf Süd – Neumarkt – Bf Deutz – Kalk – Vingst – Ostheim – Königsforst im Berufsverkehr an Schultagen 5-Minuten-Takt Universität – Bf Deutz                                                                                          | 16,0 km                 | 25,9 km/h                              | 727 m                |
| 12    | Merkenich – Niehl – Weidenpesch – Nippes – Ebertplatz – Friesenplatz – Rudolfplatz – Barbarossaplatz – Zollstock vormittags 20-Minuten-Takt Merkenich – Niehl                                                                                           | 17,0 km                 | 22,7 km/h                              | 654 m                |
| 13    | Sülzgürtel – Lindenthal – Aachener Str./Gürtel – Bf Ehrenfeld – Neuehrenfeld – Bf Mülheim – Buchheim – Holweide An Sonn- und Feiertagen als Kurzzug | 16,2 km                 | 29,5 km/h                              | 736 m                |
| 15    | Chorweiler – Heimersdorf – Longerich – Weidenpesch – Nippes – Ebertplatz – Friesenplatz – Rudolfplatz – Barbarossaplatz – Chlodwigplatz – Ubierring im Berufsverkehr 5-Minuten-Takt Longerich – Ubierring                                               | 15,2 km                 | 24,0 km/h                              | 705 m                |
| 16    | Niehl – Riehl – Ebertplatz – Dom/Hbf – Neumarkt – Barbarossaplatz – Chlodwigplatz – Ubierring – Bayenthal – Rodenkirchen – Sürth – Godorf – Wesseling – Hersel – Bonn Hbf – Bonn-Bad Godesberg ab Sürth 20-Minuten-Takt (im Berufsverkehr ab Wesseling) | 45,6 km 19,9 km in Köln | 33,4 km/h 29,1 km/h in Köln            | 950 m 905 m in Köln  |
| 18    | Thielenbruch – Holweide – Buchheim – Bf Mülheim – Zoo/Flora – Ebertplatz – Dom/Hbf – Neumarkt – Barbarossaplatz – Sülzgürtel – Klettenberg – Hürth – Brühl – Bornheim – Alfter – Bonn Hbf Buchheim–Klettenberg 5-Minuten-Takt, ab Brühl 20-Minuten-Takt | 48,4 km 18,1 km in Köln | 33,4 km/h 26,5 km/h in Köln            | 1008 m 724 m in Köln |

## U-Bahnhöfe
| Bahnhof                                   | Linien      | Eröffnung                       | Bahnsteigtyp                   | Bahnsteighöhe       | Lage                   | Umsteige- möglichkeiten                  | Bild                                                                               |
| ----------------------------------------- | ----------- | ------------------------------- | ------------------------------ | ------------------- | ---------------------- | ---------------------------------------- | ---------------------------------------------------------------------------------- |
| Akazienweg                                | 3 4         | 1992                            | Mittelbahnsteig                | Hochflur            | Unterirdisch           |                                          | Köln Akazienweg                                                                    |
| Am Emberg                                 | 4           |                                 | Außenbahnsteige                | Hochflur            | Ebenerdig              |                                          | Am Emberg                                                                          |
| Amsterdamer Str./ Gürtel                  | 13          | 1974                            | Außenbahnsteig                 | Hochflur            | Hochbahn               | 16                                       | Stadtbahnhaltestelle_Amsterdamer_Straße-Gürtel,_Köln-9887                          |
| Appellhofplatz / Breite Str.              | 3 4 16 18   | 1969                            | Außenbahnsteig                 | Hochflur            | Unterirdisch           |                                          | Stadtbahn_Appellhofplatz_Koeln_2011                                                |
| Appellhofplatz / Zeughaus                 | 5           | 1968                            | Außenbahnsteig                 | Niederflur          | Unterirdisch           |                                          | U-Bahnhof_Appellhofplatz,_Nordseite,_Bahnsteig_Richtung_Hbf-7303                   |
| Boltensternstr.                           | 18          |                                 | Außenbahnsteig                 | Hochflur            | Ebenerdig              |                                          | KVB_Boltensternstraße_Koeln2                                                       |
| Bonner Wall                               | 17          | 2015                            | Außenbahnsteig                 | Hochflur            | Unterirdisch           |                                          | Bonner_Wall_U-Bahnhof_11                                                           |
| Breslauer Platz / Hbf                     | 16 18       | alt: 19.10.1970 neu: 10.12.2011 | Mittelbahnsteig Außenbahnsteig | Hochflur            | Unterirdisch           | S-Bahn, Regionalverkehr, Fernverkehr     | Köln_Stadtbahnstation_Breslauer_Platz-Hauptbahnhof_B                               |
| Chlodwigplatz                             | 17          | 2015                            | Mittelbahnsteig                | Hochflur            | Unterirdisch           | 15 16                                    | Chlodwigplatz_U-Bahn_Verteilerebene                                                |
| Chorweiler                                | 15          | 1973                            | Außenbahnsteig                 | Niederflur          | Unterirdisch           | S-Bahn                                   | Bf-chorweiler                                                                      |
| Christophstr. / Mediapark                 | 12 15       | 1987                            | Außenbahnsteig                 | Niederflur          | Unterirdisch           |                                          | U-Bahnhof_Christophstraße_011                                                      |
| Bahnhof Deutz / Messe                     | 1 9         | 1983                            | Außenbahnsteig                 | Niederflur          | Unterirdisch           | 3 4 S-Bahn, Regionalverkehr, Fernverkehr | Köln-Deutz/Messe                                                                   |
| Deutz Technische Hochschule               | 1 9         | 1983                            | Außenbahnsteig                 | Niederflur          | Unterirdisch           |                                          | U-Bahnhof_Deutz-Kalker_Bad_07                                                      |
| Dom / Hbf                                 | 5 16 18     | 1968                            | Außenbahnsteig                 | Hochflur            | Unterirdisch           | S-Bahn, Regionalverkehr, Fernverkehr     | U_Hbf-Dom_027                                                                      |
| Ebertplatz                                | 12 15 16 18 | 1974                            | Mittelbahnsteig                | Niederflur Hochflur | Unterirdisch           |                                          | U-Bahnhof_Ebertplatz_009                                                           |
| Escher Str.                               | 13          | 1974                            | Außenbahnsteig                 | Hochflur            | Hochbahn               |                                          | Stadtbahnhaltestelle_Escher_Straße,_Köln-9981                                      |
| Florastraße                               | 12 15       | 1974                            | Außenbahnsteig                 | Niederflur          | Unterirdisch           |                                          | K-stadtbahn-florastr                                                               |
| Friesenplatz                              | 3 4 5 12 15 | 1985 (3,4,5) 1987 (12,15)       | Außenbahnsteig                 | Niederflur Hochflur | Unterirdisch           |                                          | KVB_Friesenplatz_Linien3+4+5 · K-stadtbahn-friesenpl-tief                          |
| Fuldaer Straße                            | 1           | 1976                            | Außenbahnsteig                 | Niederflur          | Unterirdisch           |                                          | Fuldaer_Straße_station                                                             |
| Geldernstr. / Parkgürtel                  | 13          | 1974                            | Außenbahnsteig                 | Hochflur            | Unterirdisch           | S-Bahn                                   | Haltepunkt_Köln_Geldernstr.-Parkgürtel                                             |
| Godorf Bf                                 | 16          |                                 | Außenbahnsteig                 | Hochflur            | Ebenerdig              |                                          |                                                                                    |
| Bahnhof Hansaring                         | 12 15       | 1974                            | Außenbahnsteig                 | Niederflur          | Unterirdisch           | S-Bahn                                   | Stadtbahn_Hansaring_Koeln_2011                                                     |
| Hans-Böckler-Platz / Bf West              | 3 4 5       | 1985                            | Außenbahnsteig                 | Hochflur            | Unterirdisch           | Regionalverkehr                          | U-Bahnhof_Hans-Böckler-Platz_09                                                    |
| Heimersdorf                               | 15          | 1971                            | Außenbahnsteig                 | Niederflur          | Unterirdisch           |                                          | Stadtbahnkoeln-heimersdorf                                                         |
| Heumarkt                                  | 5           | Dezember 2013                   | Mittelbahnsteig                | Hochflur            | Unterirdisch           | 1 7 9                                    | U-Bahnhof_Heumarkt_Fahrebene_Linie_5                                               |
| Kalk Kapelle                              | 1 9         | 1980                            | Außenbahnsteig                 | Niederflur          | Unterirdisch           |                                          | Koeln_Stadtbahn_Kalk_Kapelle                                                       |
| Kalk Post                                 | 1 9         | 1980                            | Außenbahnsteig                 | Niederflur          | Unterirdisch           |                                          | Koeln_Stadtbahn_Kalk_Post                                                          |
| Kartäuserhof                              | 17          | 2015                            | Mittelbahnsteig                | Hochflur            | Unterirdisch           |                                          | U-Bahnhof_Kartäuserhof_2                                                           |
| Körnerstraße                              | 3 4         | 1989                            | Mittelbahnsteig                | Hochflur            | Unterirdisch           |                                          | U-Bahnhof_Körnerstraße_036                                                         |
| Leyendeckerstraße                         | 3 4         | 1992                            | Mittelbahnsteig                | Hochflur            | Unterirdisch           |                                          | K-stadtbahn-leyendecker                                                            |
| Lohsestraße                               | 12 15       | 1974                            | Außenbahnsteig                 | Niederflur          | Unterirdisch           |                                          | U-Bahnhof_Losestraße_02                                                            |
| Michaelshoven                             | 16          |                                 | Außenbahnsteig                 | Hochflur            | Ebenerdig              |                                          |                                                                                    |
| Mülheim Bahnhof                           | 13 18       | 1997                            | Mittelbahnsteig                | Hochflur            | Unterirdisch           | S-Bahn, Regionalverkehr                  | K-stadtbahn-muelheim                                                               |
| Mülheim Wiener Platz                      | 13 18       | 1997                            | Mittelbahnsteig                | Hochflur            | Unterirdisch           | 4                                        | KVB2220_WienerPlatz                                                                |
| Neumarkt                                  | 3 4 16 18   | 1969                            | Außenbahnsteig                 | Hochflur            | Unterirdisch           | 1 7 9                                    | Köln-U-Bahn-Station-Neumarkt                                                       |
| Neusser Str. / Gürtel                     | 12 13 15    | 1974                            | Außenbahnsteig                 | Niederflur Hochflur | Unterirdisch Hochbahn  |                                          | KVB_Neusser_Str.-Gürtel · Neusser_Straßeguertel_(Köln)                             |
| Niehl Sebastianstr.                       | 16          | 1992                            | Mittelbahnsteig                | Hochflur            | Ebenerdig              |                                          |                                                                                    |
| Poststraße                                | 3 4 16 18   | 1969                            | Außenbahnsteig                 | Hochflur            | Unterirdisch           |                                          | K-stadtbahn-poststr                                                                |
| Piusstraße                                | 3 4         | 1989                            | Mittelbahnsteig                | Hochflur            | Unterirdisch           |                                          | K-stadtbahn-piusstr                                                                |
| Rathaus                                   | 5           | 2012                            | Mittelbahnsteig                | Hochflur            | Unterirdisch           |                                          | Köln_Straßenbahn_Rathaus_(46053454)                                                |
| Reichenspergerplatz                       | 16 18       | 1974                            | Außenbahnsteig                 | Hochflur            | Unterirdisch           |                                          | K-stadtbahn-reichensperger                                                         |
| Rochusplatz                               | 3 4         | 1992                            | Mittelbahnsteig                | Hochflur            | Unterirdisch           |                                          | Station_Äußere_Kanalstraße                                                         |
| Rudolfplatz                               | 12 15       | 1987                            | Außenbahnsteig                 | Niederflur          | Unterirdisch           | 1 7                                      | KVB_Rudolfplatz                                                                    |
| Severinstraße                             | 3 4 17      | 1970 2015                       | Außenbahnsteig Mittelbahnsteig | Hochflur            | Ebenerdig Unterirdisch |                                          | Stadtbahnhaltestelle_Severinstraße,_Köln-5510 · U-Bahnhof_Severinstraße,_Köln-9999 |
| Slabystr.                                 | 13 18       |                                 | Außenbahnsteig                 | Hochflur            | Ebenerdig Hochbahn     |                                          | KVB_Slabystraße_Koeln1                                                             |
| Venloer Str. / Gürtel – Bahnhof Ehrenfeld | 3 4         | 1989                            | Außenbahnsteig                 | Hochflur            | Unterirdisch           | 13 S-Bahn, Regionalverkehr               | K-stadtbahn-venloerstr                                                             |
| Vingst                                    | 9           | 1983                            | Außenbahnsteig                 | Niederflur          | Unterirdisch           |                                          | K-stadtbahn-vingst                                                                 |
| Zoo / Flora                               | 18          |                                 | Außenbahnsteig                 | Hochflur            | Ebenerdig              |                                          | Zoo-Flora_KVB_Köln_b1                                                              |

## U-Bahnhöfe außerhalb Kölns
| Bahnhof                     | Linien | Eröffnung | Bahnsteigtyp                   | Bahnsteighöhe | Lage         | Umsteige- möglichkeiten | Bild                                         |
| --------------------------- | ------ | --------- | ------------------------------ | ------------- | ------------ | ----------------------- | -------------------------------------------- |
| Bergisch Gladbach, Bensberg | 1      | 2000      | Mittelbahnsteig                | Niederflur    | Unterirdisch |                         | U-Bahnhof-Bensberg                           |
| Bornheim Rathaus            | 18 68  |           | Außenbahnsteig                 | Hochflur      | Ebenerdig    |                         |                                              |
| Brühl Badorf                | 18     |           | Außenbahnsteig                 | Hochflur      | Ebenerdig    |                         | 2022-01-26Brühl_Vorgebirgsbahn_Badorf_Edited |
| Brühl Mitte                 | 18     |           | Mittelbahnsteig Außenbahnsteig | Hochflur      | Ebenerdig    |                         | Blick_zur_Stadtbahnhaltestelle_Brühl_Mitte   |
| Brühl-Vochem                | 18     |           | Außenbahnsteig                 | Hochflur      | Ebenerdig    |                         |                                              |
| Wesseling                   | 16     |           | Mittelbahnsteig                | Hochflur      | Ebenerdig    |                         |                                              |
| Wesseling Nord              | 16     |           | Außenbahnsteig                 | Hochflur      | Ebenerdig    |                         |                                              |